# Newark-on-Trent
Newark-on-Trent, ook Newark, is een plaats in het bestuurlijke gebied Newark and Sherwood, in het Engelse graafschap Nottinghamshire. De plaats telt 27.200 inwoners.
Newark ligt aan de rivier de Trent, aan de autoweg A1 van Londen naar Edinburgh, en ook aan de hoofdspoorweg tussen de twee steden.

## Economie
Bij de plaats ligt het bungalowpark Sherwood Forest van de keten Center Parcs. Het werd in 1987 geopend.

## Geboren
- Henry Constable (1562-1613), dichter
- John Blow (1649-1708), componist en organist
- Godfrey Hounsfield (1919-2004), elektrotechnicus en Nobelprijswinnaar (1979)
- Rupert Sheldrake (1942), auteur